# Martin Wasinski
Martin Jean Wasinski (Lieja, Bélgica, 7 de abril de 2004) es un futbolista belga que juega como defensa en el Jong Genk de la Segunda División de Bélgica, cedido por el F. C. Schalke 04.

## Trayectoria
Se incorporó al Royal Charleroi S. C. en la categoría sub-15, progresó a través de las categorías inferiores del club, debutando como profesional en el empate 2-2 en la Primera División de Bélgica contra el S. V. Zulte Waregem el 22 de agosto de 2021, a la edad de 17 años. Utilizado en una variedad de posiciones a través de defensa y centrocampista, y teniendo que dividir su tiempo entre el fútbol y la escuela, hizo 15 apariciones en la liga durante la temporada 2021-22.
En agosto de 2022 prolongó su contrato con el Charleroi hasta el verano de 2025.
El 6 de enero de 2023 fue cedido por el K. V. Kortrijk hasta el final de la temporada 2022-23.

## Selección nacional
Nacido en Bélgica, es de ascendencia polaca. Fue convocado con la selección belga sub-16 en noviembre de 2019 para un torneo juvenil en Paraguay. También ha representado a Bélgica en las categorías sub-18, sub-19 y sub-20.

## Estadísticas

### Clubes
Actualizado al último partido disputado el 12 de febrero de 2023.
| Club                            | Div.          | Temporada     | Liga  | Liga  | Copas nacionales | Copas nacionales | Copas internacionales | Copas internacionales | Total | Total |
| Club                            | Div.          | Temporada     | Part. | Goles | Part.            | Goles            | Part.                 | Goles                 | Part. | Goles |
| ------------------------------- | ------------- | ------------- | ----- | ----- | ---------------- | ---------------- | --------------------- | --------------------- | ----- | ----- |
| Royal Charleroi S. C. · Bélgica | 1.ª           | 2021-22       | 15    | 0     | 1                | 0                | —                     | —                     | 16    | 0     |
| Royal Charleroi S. C. · Bélgica | 1.ª           | 2022-23       | 6     | 0     | 1                | 0                | —                     | —                     | 7     | 0     |
| Royal Charleroi S. C. · Bélgica | Total club    | Total club    | 21    | 0     | 2                | 0                | 0                     | 0                     | 23    | 0     |
| K. V. Kortrijk · Bélgica        | 1.ª           | 2022-23       | 7     | 1     | 1                | 0                | —                     | —                     | 8     | 1     |
| K. V. Kortrijk · Bélgica        | Total club    | Total club    | 7     | 1     | 1                | 0                | 0                     | 0                     | 8     | 1     |
| Total carrera                   | Total carrera | Total carrera | 28    | 1     | 3                | 0                | 0                     | 0                     | 31    | 1     |